# Publiusz Waleriusz Lewinus
Publiusz Waleriusz Lewinus – polityk i generał rzymski. W 280 p.n.e. wybrany na konsula razem z Tyberiuszem Korunkaniuszem. Waleriusz odrzucił propozycję Pyrrusa w sprawie pokojowego rozstrzygnięcia sporu Rzymu z Tarentem. Dowodził siłami rzymskimi w bitwie pod Herakleą. Poniósł w niej porażkę, ale mimo to nie odebrano mu dowodzenia i kontynuował udział w działaniach zbrojnych.